# 雲肌麻紙
雲肌麻紙（くもはだまし）は麻と楮を主な原料に手漉きで漉かれた越前和紙の名称。主に日本画制作の支持体に利用されている。
紙の裏を板につけるため紙の表面に繊維が絡まりながら雲状に見えることが、名称の由来である。
現在も福井県越前市大滝町の岩野平三郎製紙所で抄造・継承されている。

## 雲肌麻紙の開発
本来、麻紙は大麻や苧麻（からむし）を主原料とする和紙で、2000年前中国で発明された最初の紙が麻紙である。 
仏教伝来と共に日本に伝わる。奈良時代（天平年間）に多く漉かれていた。平安時代以降は楮が和紙の主な原料となり抄造が廃れる。
麻の繊維は非常に強いため扱い難く、紙面は肌理（きめ）が粗く、筆写が困難であったと考えられる。
初代岩野平三郎が、京都帝国大学の内藤湖南の勧めで研究し、復元を試みた。1926年（大正15年 /昭和元年）途絶えていた麻紙の抄造が福井県越前市（旧今立町）大滝の、岩野平三郎製紙所によって抄造され、日本画の和紙画用紙として復活を果たした。今日、麻紙は日本画用紙の大半を占めている。
また同時期に冨田溪仙の紹介で初代、岩野平三郎の下に横山大観が滞在し、当時世界最大といわれた5.4m四方の岡大紙（おかふとかみ又はおかだいし）を漉いている。
現在も早稲田大学図書館にその時漉いた岡大紙に制作した壁画「明暗」が所蔵されている。横山大観・下村観山筆。

## 特徴と耐久
この麻紙
はこれまでのものと異なり、原料である麻に、楮と少量の雁皮をブレンドすることで、強靱さと肌理のきめ細かさを合わせ持った紙に仕上がっている。
これが現在の「雲肌麻紙」で、それ以前の時代にはなかった絵具を厚く塗り重ねるといった表現が可能になった。３層位の厚塗りの絵肌は勿論、硬質な油絵具にも耐えられる和紙である。雲肌麻紙の紙肌は、ほぼ平滑でしっかりとした厚みを持ちながら柔軟性もあり、描画の際は筆運びがよく、絵具の発色も良好である。紙肌が滑らかな面が表側で、ザラつきのある面が裏側。紙色は、若干クリーム色を帯びた白色である。サイズは、三六判（中判）、三六判耳付、四六判、五七判、六八判、七九判などがある。
その他の麻紙として、白麻紙、薄麻紙、土佐麻紙など、様々な種類がある。
横山大観や、冨田溪仙、東山魁夷、竹内栖鳳、小杉放庵、下村観山、平山郁夫らの使用は勿論、近年では美大生、和紙を支持体にして描く作家も好んで雲肌を用い、新たな日本画の表現の可能性を広げている。